# Brancourt-le-Grand
Brancourt-le-Grand és un municipi de França, del departament de l'Aisne, als Alts de França.
Forma part de la Communauté de communes du Pays du Vermandois.

## Administració
L'alcalde des de 2008 és Fabrice Herbin.

## Demografia
- 1962: 739 habitants.
- 1975: 618 habitants.
- 1990: 636 habitants.
- 1999: 569 habitants.
- 2007: 622 habitants.
- 2008: 616 habitants.[1]

## Personalitats lligades al municipi
- Charles-François Bonneville (nascut el 13 de març de 1803) fou un emprenedor que va emigrar a l'Illa de Marie-Galante, a on va esdevenir notable. Fou alcalde de Grand bourg, conseller general i president de la Chambre d'agriculture. Renovà la cultura del cotó a l'illa.[2]